# Holzmühle (Bergisch Gladbach)
Die Holzmühle war ein Wohnplatz und Mühle an der Strunde auf dem Gebiet des heutigen Stadtteils Stadtmitte von Bergisch Gladbach.

## Geschichte
Die ursprüngliche Schleifmühle wurde im 16. Jahrhundert zu einer Blau- sowie Ölmühle gewandelt. Während des Dreißigjährigen Krieges wuchs der Bedarf an Schießpulver. Aus diesem Grund wurde der Blaumühlenteil in eine Pulvermühle geändert.
1773 war die Mühle mit zwei oberschlächtigen Rädern ausgestattet. Zu diesem Zeitpunkt war die Funktion als Ölmühle offenbar aufgegeben worden zu Gunsten der reinen Holzmühle. 1826 war noch eine Farbholzmühle vorhanden. Die Mühle wurde bis zu Beginn der Ersten Weltkriegs betrieben, danach wurde dort eine Drahtweberei betrieben. Anschließend dienten die Gebäude als Wohnhaus. In den 1960er Jahren wurde das Gebäude niedergelegt.
Aus Carl Friedrich von Wiebekings Charte des Herzogthums Berg 1789 geht hervor, dass die Holzmühle zu dieser Zeit Teil der Honschaft Gladbach im Amt Porz war.
Unter der französischen Verwaltung zwischen 1806 und 1813 wurde das Amt Porz aufgelöst und die Holzmühle wurde politisch der Mairie Gladbach im Kanton Bensberg zugeordnet. 1816 wandelten die Preußen die Mairie zur Bürgermeisterei Gladbach im Kreis Mülheim am Rhein. Mit der Rheinischen Städteordnung wurde Gladbach 1856 Stadt, die dann 1863 den Zusatz Bergisch bekam.
Der Ort ist auf der Topographischen Aufnahme der Rheinlande von 1824, auf der Preußischen Uraufnahme und ab der Preußischen Neuaufnahme von 1892 auf Messtischblättern bis zuletzt 1958 regelmäßig ohne Namen verzeichnet.
| Jahr | Einwohner | Wohn- gebäude | Kategorie                   |
| ---- | --------- | ------------- | --------------------------- |
| 1822 | 17        |               | Farbholzmühle               |
| 1830 | 19        |               | Farbholzmühle               |
| 1845 | 38        | 5             | Hofstelle mit Farbholzmühle |
| 1871 | 13        | 2             | Mühle                       |
| 1885 | 14        | 2             | Wohnplatz                   |